# Italexit
Italexit per l'Italia è un partito politico italiano di matrice populista ed euroscettica, fondato con la denominazione di Italexit con Paragone nell'estate del 2020 da Gianluigi Paragone, senatore espulso dal Movimento 5 Stelle. Sostiene l'uscita dell'Italia dall'Unione europea.

## Storia

### Fondazione

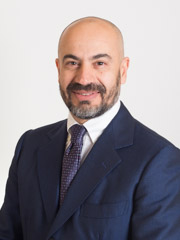
Gianluigi Paragone, fondatore e leader fino al 2023

Il 1º gennaio 2020, dopo mesi di attacchi duri alla dirigenza del Movimento 5 Stelle e in particolare alla leadership del suo capo politico Luigi Di Maio, il senatore Gianluigi Paragone viene espulso dal partito, avendo votato contro la legge di bilancio 2020 presentata dal governo Conte II. Dopo iniziali tentativi di costringere la dirigenza pentastellata a riammetterlo, nel giugno 2020 annuncia l'intenzione di fondare un nuovo partito "per portare l'Italia fuori dall'Ue e dall'euro".
Il successivo 23 luglio Gianluigi Paragone annuncia la creazione del partito "No Europa per l'Italia - ItalExit con Paragone", che si rifà al Brexit Party di Nigel Farage e vuole parlare ai "delusi dal populismo". In seguito aderiscono anche gli ex-M5S Mario Giarrusso, Carlo Martelli (senatori) e Monica Lozzi (presidente del VII Municipio di Roma), portando a tre i seggi occupati in Parlamento. Il 14 settembre 2021, grazie a un accordo federativo con il Partito Valore Umano (PVU), nasce nel gruppo misto del senato la componente "Italexit-PVU", che dal 12 novembre 2021 assume la denominazione "Italexit per l'Italia-Partito Valore Umano".

### Elezioni comunali di Milano e il seggio alla camera
Il 20 maggio 2021 Paragone annuncia la sua candidatura a sindaco di Milano per le prossime elezioni amministrative, venendo sostenuto dalle liste "Milano Paragone Sindaco" (a sua volta appartata con Italexit) e Grande Nord, che alla tornata elettorale raccoglie il 2,99% dei voti, non accedendo al ballottaggio, e senza neanche essere eletto consigliere comunale per poche decine di voti.
Il 17 febbraio 2022 il senatore William De Vecchis abbandona la Lega di Salvini e comunica l'adesione ad Italexit. Il successivo 12 maggio aderisce anche la deputata ex-M5S Jessica Costanzo: il partito ottiene così una propria rappresentante anche alla Camera.
A giugno 2021 Vox Italia, partito fondato da Diego Fusaro, si spacca in due e la fazione guidata da Giuseppe Sottile entra in Italexit.

### Elezioni politiche del 2022
Il 31 luglio 2022, in vista delle elezioni politiche anticipate, Paragone annuncia un'intesa per una lista unica da costituire assieme al gruppo parlamentare Alternativa di Pino Cabras. Tuttavia il 5 agosto 2022 Alternativa scioglie l'accordo, lamentando la «presenza – anche in ruoli di capolista – di candidati organici a formazioni di ispirazione neofascista», tra cui alcuni di CasaPound Italia.
Il 3 agosto 2022 Paragone, in una conferenza stampa, avvia la campagna elettorale di Italexit, intendendo presentarsi alle politiche del 25 settembre con un programma radicale con diverse proposte, come l'uscita dell'Italia dall'UE e dalla NATO, che avallano anche diverse teorie complottiste, dato dai sondaggi in crescita. Contemporaneamente inizia a raccogliere le firme necessarie per inserire i suoi candidati nelle liste elettorali entro il 22 agosto (termine ultimo per presentare le liste). Poco prima del voto, Italexit riceve il sostegno di Adriana Poli Bortone, presidente del movimento Io Sud.
Alla tornata elettorale il partito ottiene un risultato deludente a livello nazionale, l'1,9% alla Camera dei deputati e l'1,87% al Senato della Repubblica, insufficienti per eleggere suoi esponenti: il partito perde quindi la propria rappresentanza parlamentare.
Il 4 dicembre 2022, il segretario Gianluigi Paragone annuncia di voler cambiare nome del partito in "Per l'Italia con Paragone". 

### Elezioni amministrative del 2023 e le dimissioni di Paragone
Alle amministrative di maggio Italexit inserisce propri candidati nelle liste di Fratelli d'Italia all'interno della coalizione di centro-destra a Brescia e Vicenza e nelle civiche di Marco Guidi e Stefano Bandecchi a Massa e Terni, mentre sostiene il candidato sindaco di Sud chiama Nord a Catania e quello del centro-sinistra a Marcianise. Il partito corre invece con un proprio candidato a Seregno (1,2%)  e a Cinisello Balsamo (0,47%).
Il 29 dicembre 2023 Paragone lascia la guida del partito che non potrà più avvalersi del suo nome per le proprie attività e nelle rivelazioni sondaggistiche.

### Sviluppi successivi
Il 12 febbraio 2024 la direzione nazionale nomina un consiglio di reggenza composto da Antonino Iracà, Roberto Robilotta e Andrea Perillo nel ruolo di portavoce nazionali.
Il mese seguente i tre diffidano diversi ex dirigenti e coordinatori di Italexit che, sfruttando il nome del partito, hanno fondato il Movimento per l'Italexit aderendo alla lista Libertà promossa Cateno De Luca, leader di Sud chiama Nord, in vista delle elezioni europee di giugno. Successivamente avviano un'azione legale volta alla tutela dell'immagine e del simbolo di Italexit per l'Italia.
Il 21 aprile Italexit per l'Italia presenta un simbolo comune con il Partito Animalista in vista delle elezioni europee che riceve il via libera solo per la circoscrizione meridionale, raccogliendo lo 0,61% dei voti in tale circoscrizione (0,13% a livello nazionale) senza superare la soglia di sbarramento.
Il 28 novembre 2024 si è tenuta a Roma l'assemblea nazionale, durante la quale è stata nominata all’unanimità la Segreteria Nazionale di Italexit per l’Italia, formata dai portavoce Antonino Iracà, Andrea Perillo e Roberto Robilotta.

## Ideologia e posizioni
Italexit ha come ideologie principali l'euroscetticismo e il sovranismo, con posizioni in ambito commerciale ed economico di contrasto al mercantilismo e in forte difesa del made in Italy. Anche se le sue posizioni ideologiche vengono associate alla destra e talvolta all'estrema destra, afferma di avere un collocamento trasversale.
Durante la pandemia di COVID-19 ha espresso posizioni contrarie all'obbligatorietà del certificato COVID digitale dell'UE e dei vaccini anti COVID-19, oltre ad osteggiare le misure per contenere i contagi messe in campo dal Presidente del Consiglio Giuseppe Conte e dal ministro della salute Roberto Speranza.

## Struttura

### Organi nazionali

#### Segreteria nazionale
- Antonino Iracà, Roberto Robilotta, Andrea Perillo (dal 28 novembre 2024)[50]

#### Consiglio di reggenza e Portavoce nazionali
- Antonino Iracà, Roberto Robilotta, Andrea Perillo (dal 12 febbraio 2024 al 28 novembre 2024)[44]

#### Segretario
- Gianluigi Paragone (23 luglio 2020 – 29 dicembre 2023)

## Simbologia

Logo dal 2020 al 2021
Logo dal 2022 al 2023
Logo attuale

## Risultati elettorali
| Elezione                                                                     | Elezione      | Voti    | %    | Seggi   |
| ---------------------------------------------------------------------------- | ------------- | ------- | ---- | ------- |
| Politiche 2022                                                               | Camera        | 534 579 | 1,90 | 0 / 400 |
| Politiche 2022                                                               | Senato        | 515 294 | 1,87 | 0 / 200 |
| Europee 2024a                                                                | Europee 2024a | 29 525  | 0,13 | 0 / 76  |
| a Nella lista elettorale Partito Animalista Italiano - ItalExit per l'Italia |               |         |      |         |